# オリコン通信
「オリコン通信」（オリコンつうしん）とは、週刊誌『オリコン・ウィークリー』（後の『オリ★スタ』）内にあった読者投稿コーナー。略称「オリ通」。

## 特徴
オリコン通信は、女性アイドル関連の読者投稿を受け入れた数少ない読者ページの一つであった。
音楽チャート誌であるオリコン・ウィークリーの読者投稿ページが、なぜ女性アイドル中心の話題で占められることになったかについては、当時（1980年代後半〜1993年頃）の担当（後期はオリコン・ウィークリー副編集長）であった古川治が「オリ通は完全に私の好きなようにやらせて貰ってました」と述べているように、同氏が趣味の一つでもあった女性アイドルに関する投稿を多く採り上げるうちに、女性アイドル関連の投稿もそれに伴って増え、最終的に女性アイドルの話題でほぼ埋め尽くされるようになったという背景がある。

## 構成
「本文」と呼ばれる一般投稿、各種テーマに基づく「コーナー」、および「イラスト」が掲載された。本文と一部コーナーの投稿には、編集局側の「コメント」が付いた。ページ数は時期や週によって異なり、2〜4ページのこともあれば、最大で8ページのときもあった。

### 各種コーナー
独断と偏見のベスト10
略称「独偏」。投稿者が主観で決めるテーマおよびそのベスト10。
暗い子シリーズ
女性アイドルファンの怪しげな生態を自虐的に描く。「暗い子は…」で始まり、「…しませんよ〜だ！！」で終わる。黒字に白抜き文字の体裁が特に異彩を放ったコーナー。
選ボツ者名簿！
ボツになった投稿者のペンネームのみを紹介。
SLEEPER
売れていないアルバム、シングル曲などの紹介及び評論。

### 独特の言い回し
ビョーキ
アイドルにはまってしまっている状態を指す。そのような状態の人は「ビョー人」。
〇〇ちゃん
お気に入りの女性アイドルのこと。「〇〇」に特定の名前が入るのではなく、「〇〇ちゃん」の形で使われる。

## 寄稿士
オリコン通信における常連のハガキ職人は「寄稿士」と呼ばれた。これは「寄稿する人」と貴公子とをかけた造語である。
なお、寄稿士の中でも、アイドルの似顔絵・イラストを投稿する者は特に「絵師」と呼ばれた。

### 名通会
オリコン通信に通算100通掲載された寄稿士は、自己申告により「オリ通名通会」に入会することが認められた。入会による特典等は特に存在せず、当人には名通会会員を称する名誉と会員番号のみが与えられるというものであった。
当時副編集長になっていた古川がオリコンを離れる1993年頃までに、20数名の入会が認められている。
名通会にその名を連ねることは寄稿士の間でも大変に栄誉あるものとされた。これは、仮に毎週1通ずつ掲載されるとしても100通掲載までには2年程度の期間を要するため（もちろん実際にはそれ以上の年数を要することが普通であった）、また人気のあったオリコン通信に継続的に掲載されること自体が至難であったためである。

## 単行本
- 『オリ通BEST〜投稿魂（とうこん）1〜』（オリジナルコンフィデンス、1989年） ISBN 9784871310239
- 佐野量子著『夢いろソーダ水』（オリジナルコンフィデンス、1990年） ISBN 9784871310260 - 本人による連載コラムの単行本化。